# Nacionalismo copto
Nacionalismo copto se refiere a la expresión cultural y política de los cristianos coptos, una minoría religiosa cristiana en Egipto. En lugar de abogar por un Estado nación independiente, el nacionalismo copto enfatiza la ciudadanía igualitaria y la representación dentro del Estado egipcio. Los coptos están geográficamente dispersos por Egipto, con las mayores concentraciones en El Cairo, Alejandría y Alto Egipto. La mayoría pertenece a la Iglesia copta ortodoxa, y las estimaciones sitúan la población copta entre el 10 y el 15 % de los 104 millones de ciudadanos de Egipto.
Los coptos y los musulmanes en Egipto han coexistido durante siglos, compartiendo una cultura e historia nacional comunes. Sin embargo, después de la década de 1960 aumentaron las tensiones intercomunales, particularmente bajo las administraciones de Gamal Abdel Nasser, Anwar el-Sadat y Hosni Mubarak, durante las cuales los coptos denunciaron una mayor marginación política y social. Como resultado, los coptos han buscado una mayor representación y protección políticas. Algunos emigraron al extranjero, en particular a los Estados Unidos, mientras que otros han permanecido políticamente activos dentro de Egipto a pesar de los desafíos persistentes.

## Faraonismo
A comienzos del siglo XX, la ideología del faraonismo surgió como una expresión cultural de la identidad egipcia arraigada en su pasado antiguo y preislámico. El movimiento enfatizaba los vínculos civilizatorios de Egipto con el mundo mediterráneo, que algunos coptos utilizaron para afirmar su continuidad histórica en Egipto y diferenciar su identidad del más amplio nacionalismo árabe. Aunque influyente en la década de 1920, el paradigma faraonista ha sido criticado por académicos modernos como un producto del pensamiento orientalista con una resonancia limitada en el Egipto contemporáneo.

## Identidad copta
La participación política copta aumentó durante la Revolución egipcia de 1919, con figuras como Butros Ghali y Youssef Wahba en cargos políticos de alto nivel. A pesar de los esfuerzos individuales por cooperar con las autoridades británicas, la mayoría de los coptos abogaron por una identidad egipcia unificada con independencia de la religión.
La articulación de una identidad copta distintiva cobró impulso en la década de 1950, en parte como respuesta a las políticas panarabistas de Gamal Abdel Nasser, que algunos coptos consideraron que marginaban la herencia preislámica de Egipto. La orientación islámica del Estado y la exclusión de los coptos de la vida política reforzaron aún más el desarrollo de una conciencia comunitaria separada.
La identidad copta contemporánea continúa moldeándose por experiencias de infrarrepresentación, violencia sectaria y memoria cultural. El simbolismo religioso, especialmente el que hace referencia a la persecución del cristianismo primitivo, sigue siendo central en esta identidad y se expresa con frecuencia mediante rituales comunitarios y consignas de protesta. Las manifestaciones públicas, como las de la Masacre de Maspero y la Primavera Árabe, han puesto de relieve el papel del activismo en la expresión de demandas de igualdad de derechos.
Aunque el nacionalismo copto afirma una identidad comunitaria distinta, no busca el separatismo ni la condición de Estado propio.